# بوب بيزلي
روبرت بوب بيزلي (بالإنجليزية: Bob Paisley) في الفترة (23 يناير 1919 - 14 فبراير 1996 ) لاعب كرة قدم إنجليزي ومدير رياضي، قضى ما يقارب من خمسين عاماً مع نادي ليفربول كلاعب وأخصائي علاج طبيعي ومدرب ومدير رياضي، واستناداً على ما أنجزه كمدرب لنادي ليفربول، يعتبر بوب بيزلي واحداً من أعظم مدربي كرة القدم في كل العصور، حيث يعد بالإضافة لكارلو أنشيلوتي وزين الدين زيدان وبيب غوارديولا المدربين الوحيدين الذين فازوا بكأس دوري أبطال أوروبا ثلاث مرات.
ترعرع بوب بيزلي في مجتمع صغير في مقاطعة درم، وفي شبابه لعب لفريق بيشوب أوكلاند قبل أن يوقع مع نادي ليفربول في عام 1939، وخلال الحرب العالمية الثانية خدم في الجيش البريطاني، ولم يظهر مع ليفربول منذ انضمامه له حتى عام 1946 حيث لعب معهم موسم 1946-1947، وكان بيزلي أحد لاعبي نادي ليفربول الذين فازوا بلقب دوري الدرجة الأولى للمرة الأولى منذ 24 عام، وفي عام 1951 أصبح بيزلي قائداً للفريق وبقي مع ليفربول حتى اعتزاله اللعب في عام 1954.
مكث بيزلي مع ليفربول واستطاع الفوز بدوريين اثنين كمدرب للفريق الرديف بالإضافة لعمله كأخصائي علاج طبيعي، قبل أن يهبط نادي ليفربول إلى دوري الدرجة الثانية، وفي شهر ديسمبر من عام 1959 تم تعيين بيل شانكلي كمدرب لنادي ليفربول، والذي بدوره عيّن بوب بيزلي للعمل معه كمساعد في فريق الإدارة التدريبي الذي اشتمل أيضاً على جوي فاغان وروبن بينيت، وتحت قيادتهم تحولت حظوظ نادي ليفربول من المنافسة على الصعود لدوري الدرجة الأولى إلى تحقيق البطولات، ففي موسم 1961-1962 تمكن الفريق من العودة إلى دوري الدرجة الأولى، وشغل بيزلي دوراً هاماً كمدرب تكتيكي تحت قيادة بيل شانكلي، وفاز الفريق بالعديد من البطولات خلال المواسم الإثني عشر الاحقة.
في عام 1974 اعتزل شانكلي من تدريب نادي ليفربول، وتم تعيين بيزلي خلفاً له على الرغم من تردده في بداية الأمر، وتابع قيادة فريق ليفربول واستطاع في فترة تدريبه من تحقيق هيمنة محلية وأوروبية لم يسبق لها مثيل، وحقق الفوز بعشرين لقباً كبيراً في تسعة مواسم: ست بطولات دوري الدرجة الأولى (أصبح مسماه ابتداءً من عام 1992 الدوري الإنجليزي الممتاز) وثلاث بطولات كأس رابطة الأندية الإنجليزية المحترفة، وست بطولات درع الاتحاد الإنجليزي لكرة القدم، وثلاث كؤوس دوري أبطال أوروبا، وكأس دوري أوروبا مرة واحدة وكأس السوبر الأوروبي لكرة القدم مرة واحدة، كما فاز بجائزة أفضل مدير فني لكرة قدم في إنجلترا ست مرات، اعتزل بوب بيزلي من الإدارة التدريبية لفريق ليفربول في عام 1983 وخلفه جوي فاغان، توفي بيزلي في عام 1996 بعد معاناة مع مرض الزهايمر لعدة سنوات.

## النشأة

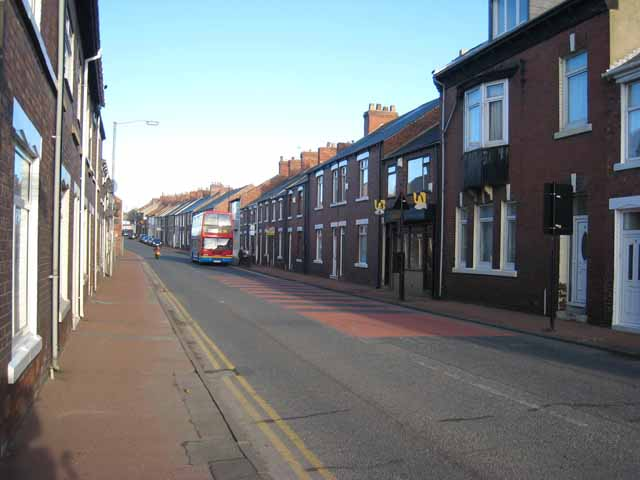
أحد شوارع بلدة هيتون لي هول.

ولد بوب بيزلي يوم الخميس 23 يناير 1919 في مقاطعة درم وبالتحديد في قرية صغيرة تشتغل باستخراج الفحم اسمها هيتون لي هول، والتي تبعد سبعة أميال عن مدينة سندرلاند شمال إنجلترا، وصف بيزلي قريته بأنها: مجتمع متماسك محافظ حيث كان الفحم هو الملك وكرة القدم هي الدين، كان والده اسمه سام يعمل عامل منجم ووالدته اسمها ايميلي وتعمل ربة منزل، كان للوالدين أربعة أبناء: ويلي وبوب وهيو وآلان، في اليوم الذي ولد فيه بيزلي قام 150,000 من عمال المناجم بالقيام بإضراب لمدة أسبوع على الصعيد الوطني من أجل المطالبة بفترات عمل أقصر، انتظم بيزلي في مدرسة محلية حتى وصل لسن الثالثة عشرة، في عام 1926 وخلال إضراب عام حصل عندما كان في سن السابعة، كان عليه أن يتبارى على أكوام الخبث لجمع غبار الفحم والذي بدوره يقوم والديه بخلطه بالماء لإنشاء الوقود الخام، كانت الحياة صعبة بالنسبة للأسرة التي تعد من الطبقة العاملة، تحدث بيزلي عن طبيعة الحياة التي عاشها وقال: عشنا في منزل مدرج صغير، وعلى الرغم من أننا لم نستطع توفير كافة مستلزمات الحياة، إلاّ أننا كنا نتمكن من توفير بعض المال في نهاية الاسبوع.
كان بيزلي لاعب كرة قدم بارز في مدرسة لبيلتون الابتدائية، وساعد فريقه على الفوز بسبع عشر بطولة في فترة أربع سنوات، وبعد أن ترك المدرسة في سن 14 عاما، عمل في البداية بجانب والده في المنجم، وكان قريباً من والده عندما عانى من حادث تحت الأرض، مما جعله غير قادر على العمل لمدة خمس سنوات، وتم إغلاق المنجم، وبدأ بيزلي في التدرب ليصبح عامل بناء، ثم انظم بيزلي لنادي هيتون لكرة القدم، وذلك بعد خروجه من المدرسة في عام 1933، واستمر في كونه عضو في فريق هيتون للمبتدئين، وكان لديه حلم في بداية صباه في اللعب لنادي سندرلاند، ولكن عندما أُوصيَ به للعب في نادي سندرلاند من قبل نادي هيتون رُفض هذا الطلب بحجت أن بيزلي لايزال صغير، وبدلاً من ذلك وقع بوب بيزلي لنادي بيشوب أوكلاند في موسم 1937-1938 مقابل ثلاثة شلينغ ( الشيلينغ يساوي 1/20 باوند) وستة بنسات (تساوي 1/40 باوند) في المباراة الواحدة.

## بداية مسيرته كلاعب
لعب بوب بيزلي لنادي بيشوب لمدة موسمين قبل أن يوقع مع نادي ليفربول في شهر مايو عام 1939، وذلك بعد أشهر قليلة من عيد ميلاده العشرين، كان نادي بيشوب واحداً من أكبر الفرق التي لا تلعب في الدوري في إنجلترا، وكان بيزلي يصفهم بملوك هواة كرة القدم، في الموسم الثاني لبيزلي مع فريق بيشوب حقق ثلاثة كؤوس من خلال الفوز ببطولة رابطة الشمال وكأس الاتحاد الإنجليزي للهواة وكأس تحدي مقاطعة دورهام، في نهائي كأس الاتحاد الإنجليزي للهواة لعب نادي بيشوب في دورهام على ملعب روكر بارك ضد نادي ويلينغتون، وتمكن من هزيمتهم بنتيجة (3-0) بعد الوقت الإضافي، وخلال هذا الموسم اقترب بوب بيزلي من مدرب ليفربول جورج كاي، والذي وعده بأن نادي ليفربول سيوقع معه في نهاية الموسم.

### وصوله إلى ليفربول
كانت مباراة بوب بيزلي الأخيرة مع نادي بيشوب في يوم السبت 6 مايو 1939، وذلك في نهائي كأس تحدي مقاطعة دورهام ضد جنوب شيلدز والتي لعبت في ملعب روكر بارك، وفي يوم الإثنين التالي سافر بيزلي بالقطار إلى ليفربول حيث كان في استقباله في محطة اكسشانج لاعب كرة القدم الاسكتلندي اندي ماكجيجان الذي رافقه إلى مقر نادي ليفربول، بعدها وقع بيزلي عقده مع النادي، وبدأت مسيرته التي استمرت نصف قرن، كان التوقيع على مبلغ 25 جنيه إسترليني مقدم عقد، وكان أجره الأُسبوعي 8 جنيهات إسترلينية في الموسم، ومبلغ 6 جنيهات استرلينية في الأسبوع خلال فصل الصيف.
خلال التدريبات الاستعدادية للموسم الجديد، أخذ بيزلي جزء من اللعب في مباراتين للفريق الرديف في بداية موسم 1939-1940، ولكن تم إلغاء جميع المسابقات بعد أن أعلن الحرب يوم 3 سبتمبر 1939، كان بوب بيزلي قد تعرف على مات بسبي الذي كان آنذاك قائد فريق ليفربول، وكان ممتناً بحصوله على المشورة والتشجيع التي أعطاها له مات بسبي، وقال بيزلي في بسبي أنه: ذاك الرجل الذي يجب أن تنظر إليه باحترام، في يوم 14 سبتمبر 1939 أبلغت الحكومة البريطانية الاتحاد الإنجليزي لكرة القدم أن الأندية بامكانها تنظيم مباريات ودية خارج مناطق عمليات إجلاء المدنيين في بريطانيا خلال الحرب العالمية الثانية، وكان ليفربول قادر على المشاركة في مثل هذه المباريات، ولكن هذه المباريات كانت مقيدة بعدم وجود لاعبين في الخدمة طوال فترة الحرب، كانت مباراة نادي ليفربول الأولى ودية في ملعب سيلاند رود ضد تشيستر في 16 سبتمبر 1939 لعب بوب بيزلي في 34 مباراة ودية من مجمل المباريات الودية التي لعبها نادي ليفربول بين عامي (1939 - 1941) وسجل عشرة أهداف.

## الحرب العالمية الثانية
كان عمر بوب بيزلي تسع عشر عام عندما بدأت الحرب العالمية الثانية، وفي شهر أكتوبر استُدعي من قبل الجيش البريطاني وكلف بالعمل في المدفعية الملكية البريطانية في فوج المدفية الثالثة والسبعين المتوسطة، كان هذا الفوج من أهم الأفواج المشاركة في الحرب، استخدم هذا الفوج مدافع الميدان والتي ظلت في الخدمة في المملكة المتحدة حتى أغسطس 1941، واستمرت في شمال أفريقيا حتى عام 1944 وأخيرا استمرت في إيطاليا حتى عام 1945.
كان بيزلي ولفترة طويلة يتمركز في عدة مخيمات في جميع أنحاء بريطانيا العظمى، وكان في وقت من الأوقات مرابط في قرية تاربورلي بالقرب من مدينة تشيشير والتي تبعد حوالي ثلاثين ميلا عن ملعب أنفيلد، يصف الكاتب ستان ليفرسيج مؤلف كتاب (The Liverpool Job) مناسبة واحدة من تاريخ بيزلي وهي عندما أعطاه الجيش البريطاني إذن للعب مع نادي ليفربول ضد ايفرتون في مدينة ليفربول على كأس نهائي الكبار عام 1940، للوصول إلى ملعب أنفيلد كان على بيزلي أن يستخدم الدراجة ويسير بها على طوال الطريق الذي يربط مدينة تشيشير مع مدينة ليفربول للوصول لملعب أنفيلد، وبعد أن خاض المباراة رجع من نفس الطريق إلى المخيم، على الرغم من أن المباراة كانت مباراة غير مهمة نسبيا ولم تحظى سوى بالاهتمام المحلي فقط، أشار بيزلي أن ما يقدر بحوالي 30,000 مشجع حضروا المباراة التي فاز بها ايفرتون حامل لقب الدوري (4-2)، كان هذا اللقاء هو لقاء بيزلي الأول مع نادي ليفربول، ولكن بعد وقت قصير استطاع بيزلي رد الهزيمة التي تلقاها من ايفرتون وذلك في 1 أبريل 1940 عندما لعب جنبا إلى جنب مع مات بسبي قائد الفريق وفاز على ايفرتون (3-1) على ملعب غوديسون بارك.

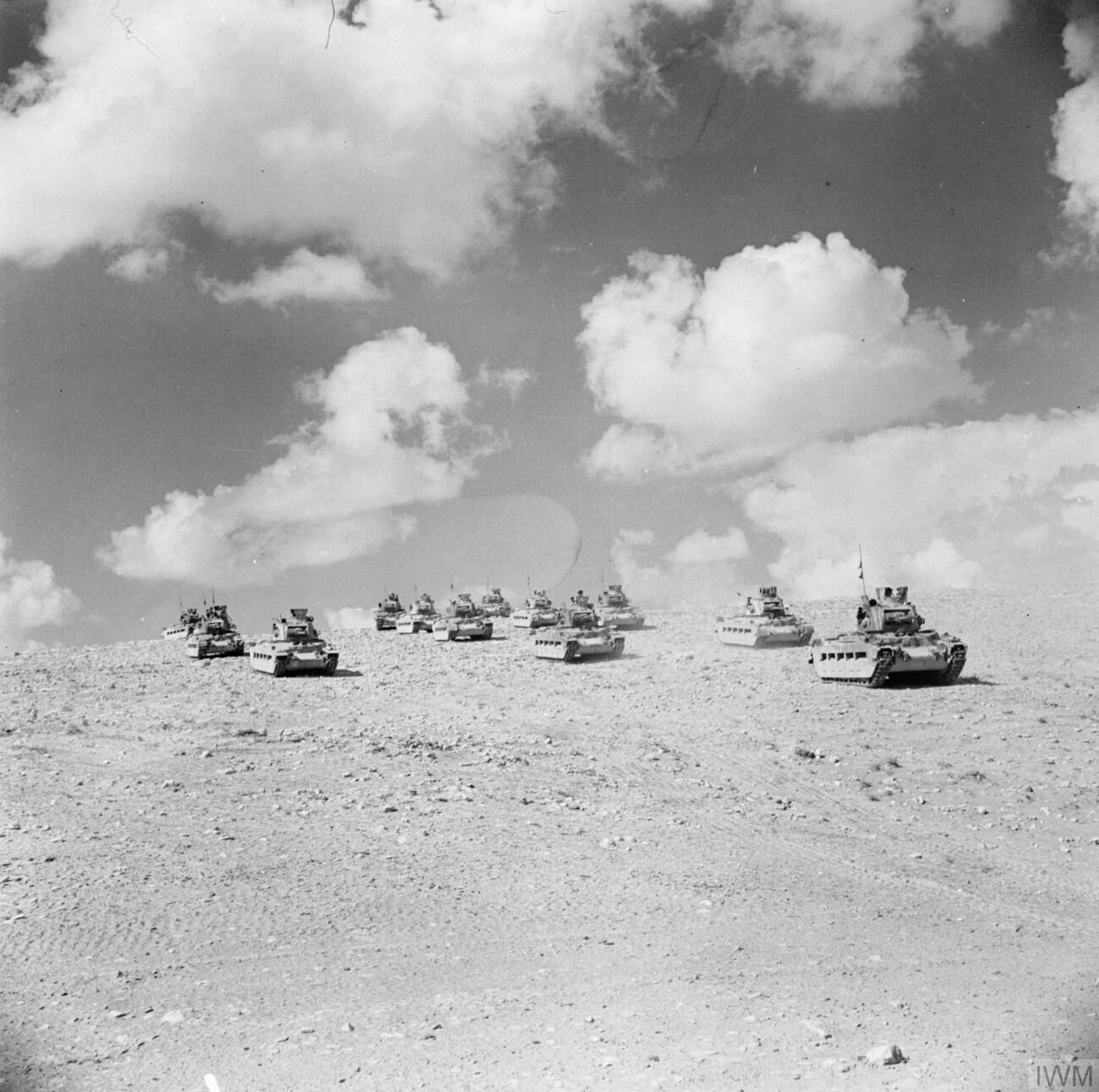
دبابات المشاة البريطانية في طبرق والتي شارك بيزلي في حصارها.

في نهاية شهر آب من عام 1941 وفي عطلة البنوك خرج بيزلي إلى الخارج في مهمة عسكرية ولم يعود إلى إنجلترا حتى عام 1945، وكان على متن سفينة تحمل الجند متوجهه إلى مصر، الرحلة استغرقت عشرة أسابيع لأنهم اضطروا إلى الإبحار حول جنوب أفريقيا، أمضى بيزلي فترة عيد الميلاد في مصر، واستقبل أول بريد له قادم من إنجلترا، كان من جورج كاي يسأله ما إذا كان باستطاعته أن يكون متاحا للعب مع نادي ليفربول ضد بريستون نورث ايند (فريق بيل شانكلي) قبل افتتاح الموسم بثلاثة أشهر، في الفترة التي كان فيها بيزلي في مصر أصبح مهتما بسباق الخيل من خلال الصداقة مع الفارس ريج ستريتون والمدرب فرانك كار، ثم تعلم ركوب الخيل بنفسه.
عندما كان بيزلي مرابطاً جنوب القاهرة تعلمت قيادة الشاحنة (15 CWT)، والأهم من ذلك انه تدريب لمدة شهر على الحرب المضادة للدروع، وهي مهارة يحتاج اليها في الصحراء كونه عضو مجند في الجيش الثامن البريطاني الذي خاض عملية كروسيدر، والذي نفذ حصار طبرق، خلال فترة حصار طبرق مُنحت إجازة لبيزلي الذي عاد إلى القاهرة حيث شارك في لعب معظم الرياضيات وليست كرة القدم فقط، مارس لعبة الكريكيت والهوكي، ثم شارك بيزلي في معركة العلمين الثانية، وواصل بعد ذلك طريقه عبر شمال أفريقيا حتى تمكن مع الجيش الثامن البريطاني من تحقيق الهزيمة النهائية للفيلق الأفريقي في عام 1943، عانى بيزلي من إصابة تعرض لها بشكل مؤقت عن طريق رش الرمل في وجهه برصاص متفجر أطلق من طائرة تابعة لسلاح الجو الألماني خلال هجوم على وحدته.
في عام 1943 ذهب بيزلي مع الجيش الثامن إلى صقلية ثم إلى إيطاليا، وعندما كان في الخدمة الفعلية في إيطاليا تلقى أخبار قادمة من إنجلترا مفادها أن شقيقه الأصغر آلان البالغ من العمر خمسة عشر عاماً، مات في المنزل بسبب الحمى القرمزية والدفتيريا، وفي حزيران عام 1944 تولى بيزلي خوض جزء من عملية تحرير روما وركب إلى المدينة على رأس دبابة، عاد بيزلي أخيراً إلى إنجلترا في عام 1945 وتمركزت وحدته في المقر العسكري ولويتش ارسنال.

### الزواج
في الفترة التي عاد فيها بيزلي إلى إنجلترا التقى بزوجته المستقبلية جيسي التي كانت تعمل مدرسة على متن قطار في ميغهال، أشارت جيسي أن والدها كان متفائل عندما علم أنها التقت جندي كان لاعباً محترفاً في حياته المدنية قبل التحاقة بالخدمة في الجيش، وأضافت لوالدها أن بيزلي كان يعمل أيضاً عامل بناء، في 17 يوليو 1946 تزوج بوب بيزلي بجيسي في ليفربول في كنيسة سولس، وأصبحت العائلة فيما بعد تتكون من اثنين من الأبناء بالإضافة لإبنة واحدة: روبرت وغراهام وكريستين، عاشت الأسرة في ليفربول، أما الزوجة جيسي فقد عاشت بعد وفاة بيزلي ست عشر عاماً، توفيت صباح 8 فبراير 2012 نتيجة لعدوى أصابتها في قلبها، وكان عمرها وقت وفاتها 96 سنة.

## مع ليفربول
قرر مسيروا دوري كرة القدم في إنجلترا في موسم 1945-1946 إحياء برنامج البطولة كما كان سابقاً، خاصة وأن الحرب قد انتهت، ولكن العديد من اللاعبين كانوا لا يزالون في الجيش أو في السفر، وأصبحت إمكانية ترتيب عودة الدوري صعبة، وبدلاً من ذلك قسم الاتحاد الإنجليزي لكرة القدم إنجلترا إلى قسمين قسم شمالي وقسم جنوبي على أساس جغرافي للحفاظ على الحد الأدنى من تحمل أعباء السفر وتمكين الأندية من إعادة تأسيس أنفسهم دون الخوض في ضغوط المنافسات الرسمية، وأقيم كأس الاتحاد الإنجليزي لكرة القدم ولكن بعدد مباريات أكثر في هذا الموسم.
كانت بداية أول مباراة رسمية تنافسية بعد الحرب لبوب بيزلي في 5 كانون الثاني 1946، وكانت في الجولة الثالثة من كأس الاتحاد الإنجليزي لكرة القدم في ملعب سيلاند رود ضد نادي تشيستر، وفاز ليفربول في المباراة (2-0)، ولكن هدف بيزلي الأول لم يأت حتى كان يوم 1 مايو 1948 في مباراة دورية على ملعب أنفيلد ضد وولفرهامبتون واندررز، كان هدف بيزلي في الدقيقة 22 جنبا إلى جنب مع هدف جاك بالمر في الدقيقة 80، وكان الهدفان كافيان لمساعدة ليفربول على الفوز (2-1)، كان أول موسم كامل بعد الحرب هو موسم 1946-1947، وفيه حقق نادي ليفربول لقبه الأول في الدوري منذ 24 عاما، شارك بوب بيزلي في 34 مباراة من مباريات الموسم التي بلغت 42 مباراة، وظل بيزلي لاعباً أساسياً وظهر في أكثر من 30 مباراه في موسم 1947-1948 وموسم 1948-1949، وشارك في 28 مباراة في موسم 1949-1950.

## تدريب ليفربول

### مساعد مدرب

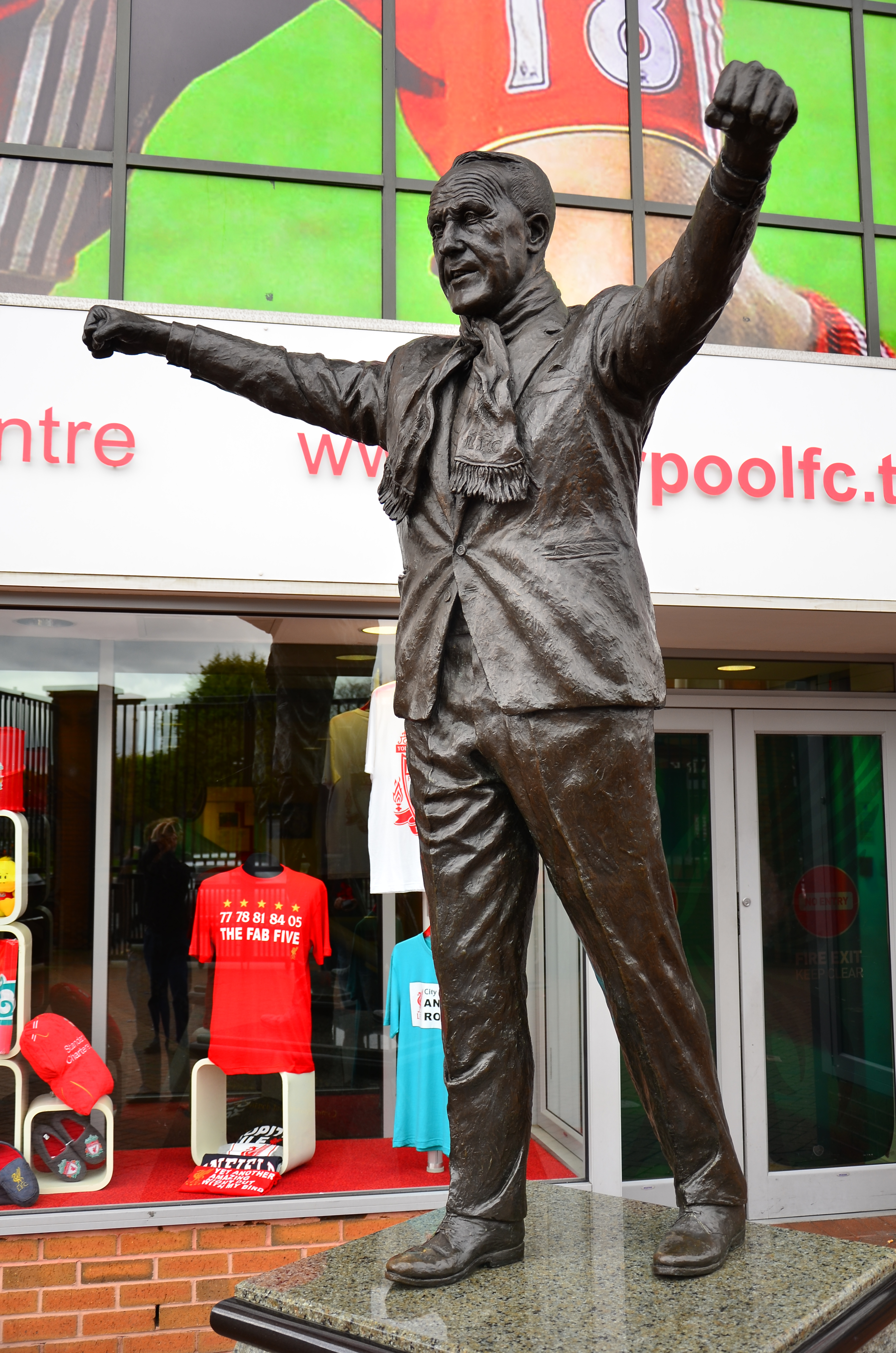
تمثال بيل شانكلي مدرب ليفربول في الفترة (1959–1974).

بعد اعتزاله عام 1954 انضم بيزلي لنادي ليفربول من جديد، وهذه المرة كأخصائي في العلاج الطبيعي، ثم أصبح في وقت لاحق مدرباً للفريق الرديف، في أغسطس من عام 1959 عندما اعتزل المدرب ألبرت شيليل مدرب الفريق الأول، تم تعيين بيل شانكلي في ديسمبر 1959 مدرباً لنادي ليفربول، واستدعى شانكلي بوب بيزلي من لحظة وصوله لتدريب الفريق ليكون أحد أفراد جهازه التدريبي، في أول يوم له في مهمته عقد بيل شانكلي اجتماعاً مع الجهاز الفني الذي يتألف من بوب بيزلي وروبن بينيت وجوي فاغان ليقول لهم أنه يريد العمل معهم بجد وسيضمن لهم وظائفهم في الفريق، وأشار إلى أنه سيقرر إستراتيجيته التدريبة ويجب على الجميع أن يعمل معه جنبا إلى جنب مع ولاء مطلقا لبعضهم البعض وإلى النادي، اعتمد شانكلي على التدريب السريع باستخدام الكرة، كان بيزلي حريصاً دائماً على التدرب بالكرة مع اللاعبين، وكان مثل فاغان وبينيت يعبر عن سعادته لتنفيذ طرق شانكلي التدريبية، وينسب فاجان أنه تم تحويل منطقة التخزين في ملعب أنفيلد إلى غرفة مشتركة للمدربين (أصبحت الآن غرفة الأحذية)، وبدأ بيل شانكلي في تلك الفترة أن يصبح تقليد ليفربولي عريق، والذي اتبع نهجه في وقت لاحق بيزلي وجوي فاغان، استمرت الاجتماعات اليومية في الانعقاد بين المدربين الأربعة لمناقشة الإستراتيجيات والتكتيكات والتدريب واللاعبين.
كانت إستراتيجية التدريب الرئيسية لنجاح ليفربول في فترة الستينات الميلادية وبعد ذلك، هو لعب الكرة السريع والهجوم على مرمى الخصم من خمسة مراكز مختلفة، بالإضافة إلى ذلك أشار شانكلي بأهمية السماح للاعبين بتبريد أجسادهم بعد التدريب قبل وجود الحمامات، بيزلي باعتباره أخصائي علاج طبيعي نادى بالقول أن اللاعب يحتاج لكي يبرد جسده مدة أربعين دقيقة بعد ممارسة التمارين القوية، لأنه إذا ذهب للحمام ولا زال يتعرق، فستبقى مسامه مفتوحة ويصبح أكثر عرضة لقشعريرة البرد، جوي فاغان دعا لتغيير نظام الذهاب والرجوع إلى ملعب أنفيلد، اقترح بعد الانتهاء من التدريب في مجمع النادي في ميلوود أن يعود الفريق إلى ملعب أنفيلد حيث توجد الحمامات، ويغير الفريق ملابسه ويتناول الطعام، هذا الروتين الذي استُحدث أثبت فعاليته في استحداث فترة راحة تبرد فيها أجساد اللاعبين قبل الاستحمام، وكانت المزايا المضافة في هذه الإستراتيجية تشجيع ترابط الفريق خلال التنقل يومياً في رحلتين وضمان الألفة في ملعب أنفيلد، وهي حاجة مهمة لجعل الملعب كمنزل للفريق، صرح بيل شانكلي أن فترة الراحة التي استحدثت أدت إلى نقص كبير في الإصابات على مدى عدة مواسم، وعلى سبيل المثال في موسم 1965-1966 عندما فاز ليفربول بلقب الدوري ووصل لنهائي كأس الكؤوس الأوروبية، لم يستخدم سوى أربعة عشر لاعب فقط في موسم كامل.

### مدرب

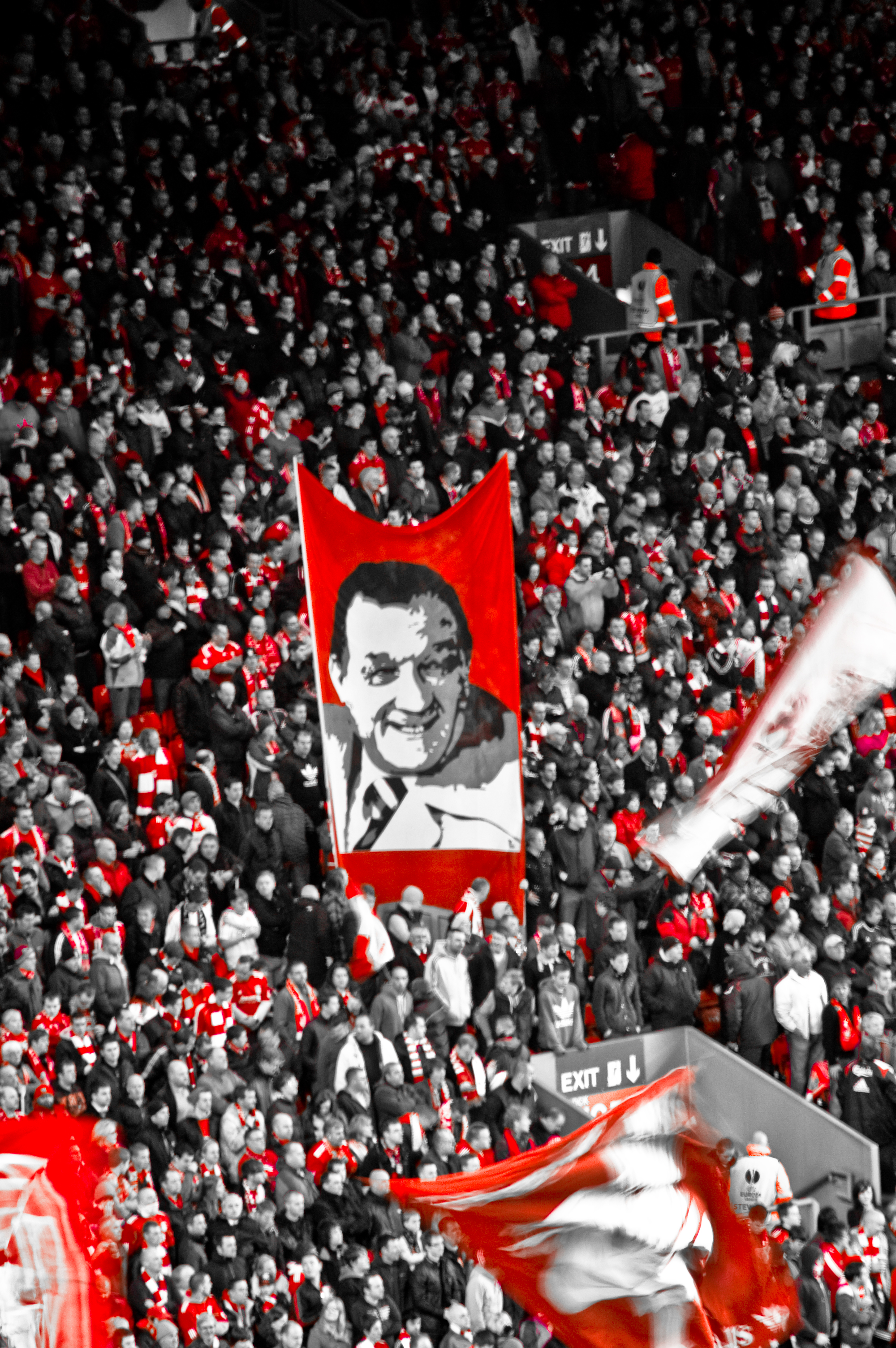
بنر مرسوم فيه بيزلي.

بعد فوز نادي ليفربول بكأس الاتحاد الإنجليزي لكرة القدم عام 1974 أعلن بيل شانكلي اعتزاله مهنة التدريب، عين نادي ليفربول مساعد المدرب آنذاك بوب بيزلي خلفا لشانكلي مدرباً للفريق الأول آملاً في الحفاظ على استمرارية انتصارات الفريق، أصبح بيزلي بعدها واحد من أعظم من حققوا نجاحات في تدريب كرة القدم، وبصرف النظر من أول موسم له فاز بيزلي ببطولة كبرى واحدة على الأقل كل سنة من سنواته التسع التي قضاها كمدير فني للنادي، فبعد خيبة الأمل الكبيرة باحتلال الفريق للمركز الثاني في بطولة الدوري الإنجليزي موسم 1974-75، حقق الفريق الفوز بلقب الدوري وكأس دوري أوروبا في عام 1976، تميزت هذه الفترة ببداية هيمنة ليفربول من كرة القدم الإنجليزية والأوروبية، حيث حقق النادي تحت قيادة بيزلي بطولة الدوري الإنجليزي ست مرات، والمركز الثاني مرتين، وكذلك فاز بثلاث بطولات كأس رابطة الأندية الإنجليزية المحترفة، وكأس دوري أوروبا مرة واحدة، وكأس السوبر الأوروبي لكرة القدم مرة واحدة، وست مرات بطولة درع الاتحاد الإنجليزي لكرة القدم، والأهم في مسيرة بيزلي التدريبية هو تحقيقه ثلاثة كؤوس دوري أبطال أوروبا،  أما الدوري فلم يحقق مركز مخيب سوى مرة واحدة عندما حل في المركز الخامس في عام 1981، غير هذا لم يحصل على أقل من مرتبة الوصيف في الدوري طوال مسرته كمدير فني.
بدأ بوب بيزلي حقبة جديدة من هيمنة ليفربول على عصر كرة القدم الإنجليزية والأوروبية بعد أن أزاح هيمنة نوتينغهام فورست تحت قيادة المدرب برايان كلوف، وأستون فيلا تحت قيادة المدربان رون سوندرز وتوني بارتون في الفترة بين أعوام (1977 - 1982)، وكانت في هذه الفترة هناك تحديات وجيزة لبوب بيزلي وفريقه نادي ليفربول من عدد من الأندية الأخرى، ولا سيما مانشستر يونايتد تحت قيادة المدرب تومي دوكيرتي في موسم 1975-1976 وموسم 1976-1977، وفي الموسم الأخير لبيزلي كمدير فني لنادي ليفربول عندما احرز مانشستر يونايتد كأس الاتحاد الإنجليزي لكرة القدم، كما فشل الغريم التقليدي لنادي ليفربول ايفرتون في إحداث أي تأثير على الدوري أو تشكل أي تهديد خطير لهيمنة ليفربول في عهد بيزلي، استمر نادي ليفربول في مواصلة النجاح وتحقيق البطولات لأربعة مواسم متواصله بعد اعتزال بيزلي لمهنة التدريب.
بقي بوب بيزلي المدرب الوحيد في التاريخ الذي استطاع تحقيق ثلاثة كؤوس دوري أبطال أوروبا، حتى جاء المدرب الإيطالي كارلو أنشيلوتي واستطاع تحقيق هذا الإنجاز في عام 2014 بعد فوز ريال مدريد بدوري أبطال أوروبا، ولكن لا يزال المدرب الوحيد الذي حقق هذا الإنجاز في نادي ليفربول، وفاز أيضا بجائزة أفضل مدير فني في الدوري الإنجليزي في ست مرات، ولم يستطع أي مدرب بعده تحقيق هذا الرقم، وكانت الكأس الوحيدة التي فشل بيزلي بالفوز بها كمدير فني هي كأس الاتحاد الإنجليزي لكرة القدم الذي حل فيها نادي ليفربول وصيف في نهائي عام 1977.

## اعتزال التدريب
اعتزل بوب بيزلي من عمله كمدير فني لنادي ليفربول في نهاية موسم 1982-1983، بعد أن أمضى 44 عاماً في النادي كلاعب وأخصائي علاج طبيعي ومدرب ومدير فني، وحل محله في تدريب نادي ليفربول المدرب جوي فاغان، الذي استطاع الفوز بكأس دوري أبطال أوروبا للمرة الرابعة في تاريخ نادي ليفربول، عمل بيزلي بشكل غير رسمي كمستشار لمدرب ليفربول كيني دالغليش مدة عامين بعد تعيين دالغليش مدرباً لنادي ليفربول وهو مازال لاعب في عام 1985 وقبل أن يعين مديراً فنياً للنادي في أوائل عام 1986، وعند بلوغ بيزلي سن 66 عام استدعاه اتحاد أيرلندا لكرة القدم إلى ايرلندا بهدف مناقشته إن كان بامكانه تدريب منتخب جمهورية أيرلندا لكرة القدم، وفي نهاية المطاف عين اتحاد أيرلندا لكرة القدم المدرب الإنجليزي جاك تشارلتون لمهمة تدريب منتخب جمهورية أيرلندا لكرة القدم بدلاً عنه.

### السنوات اللاحقة والوفاة
استمرار بيزلي في خدمة الفريق كمدير في نادي ليفربول حتى تقاعده في أوائل عام 1992 لأسباب صحية، بعد أن تم تشخيصه طبياً وُجد أنه مصاب بمرض آلزهايمر، وهو ما كان واضحاً في أوائل السبعينات من القرن الماضي، عندما لم يتمكن من تذكر طريق منزله عند عودته من نادي ليفربول، توفي بيزلي في 14 شباط 1996 وهو في سن 77 عام، وتم تكريمه من قبل نادي ليفربول بافتتاح بوابة بيزلي في أحد المداخل المؤدية إلى ملعب أنفيلد، ودفن في باحة كنيسة بيتر الواقعة في ضاحية ولتون في ليفربول.

## إنجازاته

### لاعب
- دوري الدرجة الأولى الإنجليزي (1): 1946-47[38]

### مدرب
- دوري الدرجة الأولى الإنجليزي (6): 1975-76،[39] 1976-77،[40] 1978-79،[41] 1979-80،[42] 1981-82،[43] 1982-83.[44]
- كأس رابطة الأندية الإنجليزية المحترفة (3): 1980-81،[45][46] 1981-82،[47] 1982-83.[48]
- درع الاتحاد الإنجليزي لكرة القدم (6): 1974،[49] 1976،[50] 1977،[51] 1979،[52] 1980،[53] 1982.[54]
- دوري أبطال أوروبا (3): 1976-77،[55] 1977-78،[56] 1979-80.[57]
- دوري أوروبا (1): 1975-76.[58]
- كأس السوبر الأوروبي لكرة القدم (1): 1977.[59][60]

### إحصائياته كمدرب
| ليفربول | أغسطس 1974 | يونيو 1983 | 535 | 308 | 131 | 96 | 057٫57 |

## التكريم

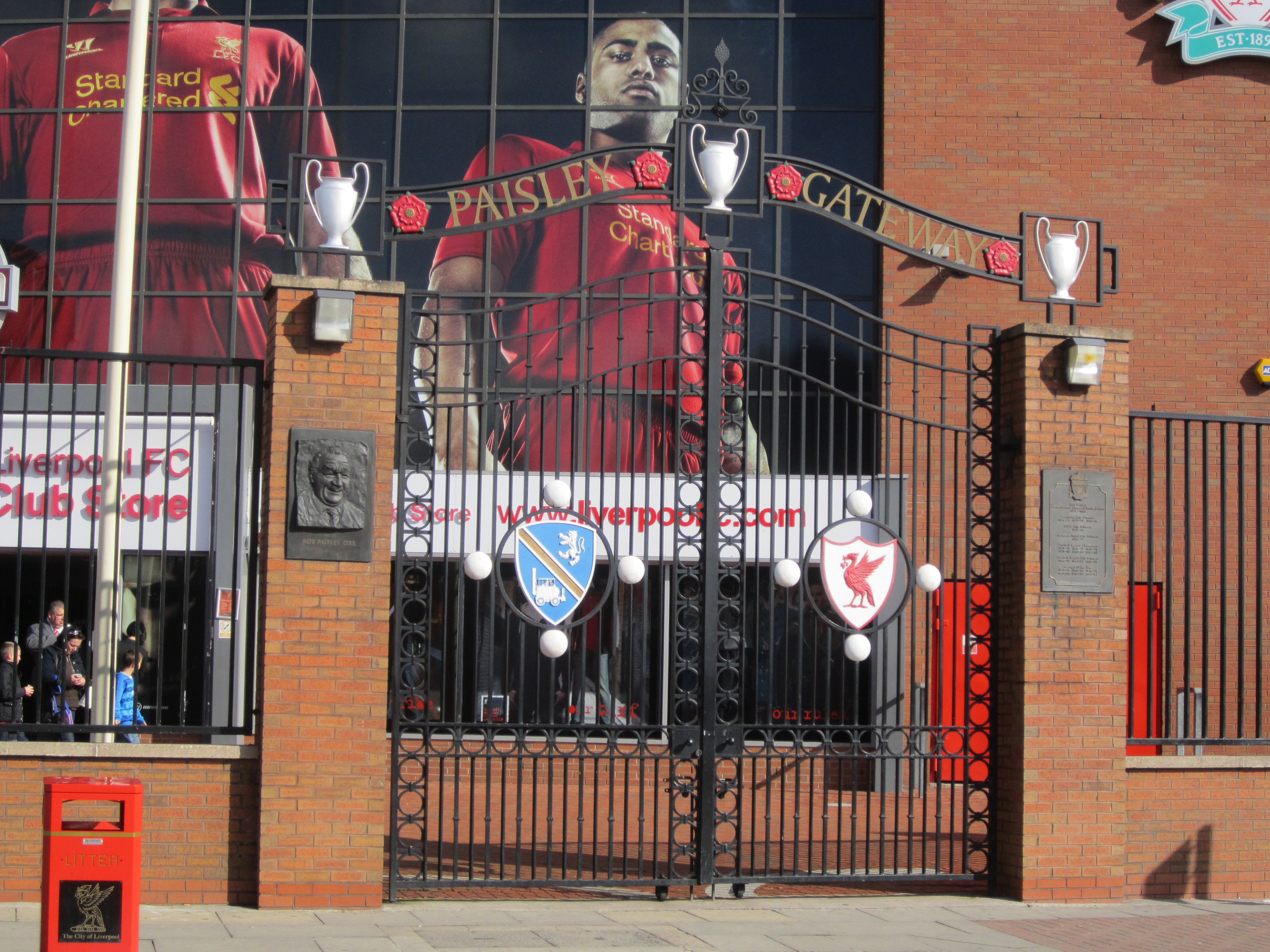
بوابة بيزلي.

في يوم الخميس 8 أبريل 1999 أسدل نادي ليفربول الستار عن مجموعة جديدة من البوابات التذكارية أمام مدرج الكوب الشهير في ملعب أنفيلد، تقع هذه البوابات على شارع والتون بريك، أحد هذه البوابات هي بوابة بوب بيزلي، التي كانت عبارة عن تحية متأخرة وجهها نادي ليفربول للاعبها ومدربها الراحل، أرملة بوب بيزلي جيسي كانت قد لعبت دوراً أساسياً في تصميم البوابة، جنبا إلى جنب مع شركة الهندسة المعمارية أثردن فولر لينغ، التي صممت أيضاً بوابة شانكلي ونصب هيلزبره التذكاري، كانت جيسي ضيفة الشرف في حفل افتتاح البوابات للجمهور والإعلام.
بوابة بوب بيزلي أو بوابة بيزلي يصل ارتفاعها إلى أربع أمتار ونصف المتر، وتزن طنين (2 طن)، وكانت أساساتها السفلى تحت الأرض صممت خصيصا لتعزيز ارتفاعها وجعلها بارزة ومشاهده في شارع والتون بريك، التصميم البارز في البوابة هو شعار مسابقة دوري أبطال أوروبا، والذي يظهر في ثلاثة أماكن في أعلى أقواس البوابة، وهي تمثل عدد الانتصارات التي حققها بيزلي في دوري أبطال أوروبا في كل من روما ولندن وباريس، ومما يميز البوابة وجود نقش يمثل شعار مسقط رأس بوب بيزلي بلدة هيتون لي هول، بجانب نقش صورة طائر الليفر الذي يمثل شعار نادي ليفربول، وفوق أعمدة الطوب التي تكتنف البوابة صمم نقشين برونزيين، الأول صورة لبوب بيزلي والآخر قائمة تفصيلية بجميع البطولات التي حققها بيزلي وجلبها لنادي ليفربول، وكان أفراد أسرة بيزلي حاضرين في حفل إزاحة الستار عن البوابة وهم: أبنائه روبرت وغراهام وابنته كريستين، وكذلك شقيقه هوجي وزوجته ماري.